# PhotoNatura
PhotoNatura är en förening för aktiva naturfotografer. Föreningen bildades 1988.

## Historia
PhotoNatura grundades i maj 1988 av Staffan Andersson, Anders Borggren, Terje Hellesø och Ola Olsson. Kort därefter utökades föreningen med Per Holm och Jarl von Schéele.
Dessa sex fotografer blev stommen i vidareutvecklingen av PhotoNatura.
PhotoNatura startade som en samlingsplats för naturfotografer i Skåne där bildspråket var friare med mer konstnärliga kopplingar än vad som var gängse i naturfotomiljön i Sverige. PhotoNatura verkar för att utveckla naturfotografi inom ett sunt bildetiskt ramverk. Gruppen har alltid legat i framkant vad gäller gränsöverskridande naturbilder och har ofta ena foten i ett rent konstnärligt uttryck. Genom att välkomna nytänkande och individuella uttrycksformer vill föreningen skapa en kreativ och utmanande miljö där medlemmar stimuleras till att utveckla sitt fotograferande.

## Regler
PhotoNatura har en strikt bildetisk policy och arbetar aktivt med att förespråka transparens i den naturfotografiska processen. Moralisk ärlighet kring naturbilder gagnar såväl fotografer, allmänhet som naturen självt. Att ta hänsyn till naturen som fotograferas är en självklarhet för alla medlemmar i PhotoNatura.
- Datormanipulerade bilder ska markeras som sådant. Generativ AI är inte tillåtet.
- Om djur fotograferas under icke naturliga förhållanden (till exempel djurpark) så måste dessa märkas som sådant.
- Fotografering som skadar eller stör förhållanden i naturen får ej bedrivas.

## Medlemskap
PhotoNatura är en sluten förening där man ansöker om medlemskap. Vid ansökan lämnar man in 100 naturbilder som sedan granskas på föreningens årsmöte, med dessa som underlag bedöms den sökandes kvaliteter och erfarenheter och beslut tas om medlemskapet.